# Olympische Sommerspiele 1908/Teilnehmer (Russisches Kaiserreich)
| Gelbes Symbol für Goldmedaillen mit stilisierten Olympischen Ringen | Graues Symbol für Silbermedaillen mit stilisierten Olympischen Ringen | Braundes Symbol für Bronzemedaillen mit stilisierten Olympischen Ringen |
| ------------------------------------------------------------------- | --------------------------------------------------------------------- | ----------------------------------------------------------------------- |
| 1                                                                   | 2                                                                     | —                                                                       |

Russland nahm an den Olympischen Spielen 1908 in London, Großbritannien, mit einer Delegation von sechs Sportlern (sechs Männer) in sieben Wettkämpfen in drei verschiedenen Sportarten teil. Insgesamt konnten drei Medaillen (einmal Gold und zweimal Silber) gewonnen werden. Es war nach den Olympischen Spielen 1900 die zweite Teilnahme an Olympischen Sommerspielen für das Land.

## Medaillengewinner

### Gold
| Name          | Sportart     | Wettkampf    |
| ------------- | ------------ | ------------ |
| Nikolai Panin | Eiskunstlauf | Spezialfigur |

### Silber
| Name             | Sportart                    | Wettkampf     |
| ---------------- | --------------------------- | ------------- |
| Nikolai Orlow    | Griechisch-römisches Ringen | Leichtgewicht |
| Alexander Petrow | Griechisch-römisches Ringen | Schwergewicht |

## Teilnehmer nach Sportarten

### Eiskunstlauf
- Nikolai Panin
  - Spezialfigur: 1. Platz

### Leichtathletik
- Georg Lind
  - Marathon: Finale, 3:26,38 Stunden (Rang 19)

### Ringen
Griechisch-römisch
Leichtgewicht
- Nikolai Orlow
  - Runde eins: Freilos
  - Runde zwei: gegen Carl Erik Lund aus Schweden durchgesetzt
  - Viertelfinale: gegen Ödön Radvány aus Ungarn durchgesetzt
  - Halbfinale: gegen Arvo Lindén aus Finnland durchgesetzt
  - Finale: ausgeschieden gegen Enrico Porro aus Italien
  - 2. Platz

Mittelgewicht
- Grigori Djomin
  - Runde eins: Freilos
  - Runde zwei: ausgeschieden gegen Axel Frank aus Schweden

Schwergewicht
- Alexander Petrow
  - Runde eins: gegen Frederick Humphreys aus Großbritannien durchgesetzt
  - Halbfinale: gegen Hugó Payr aus Ungarn durchgesetzt
  - Finale: ausgeschieden gegen Richárd Weisz aus Ungarn
  - 2. Platz

- Jewgeni Samotin
  - Runde eins: Freilos
  - Runde zwei: ausgeschieden gegen Hugó Payr aus Ungarn